# بريان سالازار
بريان سالازار (بالإنجليزية: Bryan Salazar)‏ (17 أكتوبر 1994 بهيوستن في الولايات المتحدة - ) هو لاعب كرة قدم أمريكي في مركز الوسط. لعب مع هيوستن دينامو وبيتسبورغ ريفرهوندز.

## روابط خارجية
- بريان سالازار على موقع الدوري الأمريكي (الإنجليزية)
- بريان سالازار على موقع قاعدة بيانات كرة القدم.إي يو (الإنجليزية)